# Max Noether
Max Noether (Mannheim, 23 settembre 1844 – Erlangen, 13 dicembre 1921) è stato un matematico tedesco.

## Biografia
Max Noether è nato a Mannheim nel 1844 da Amalia Würzburger e da Hermann Nöther.
Il suo nonno paterno, Elias Samuel, aveva iniziato i suoi affari a Bruchsal nel 1797. Elias ebbe nove figli, uno dei quali era Hertz Samuel. Nel 1809, a Baden-Baden fu stabilito l'Editto di tolleranza, che assegnava un cognome tedesco al capo famiglia di ogni famiglia ebrea che non ne possedeva ancora uno. In questo modo, la famiglia Samuel divenne la famiglia Nöther, e il nome del figlio Hertz (il padre di Max) divenne Hermann. Quando raggiunse diciotto anni, Hermann si trasferì a Mannheim dove, insieme al fratello Joseph, avviò un'impresa di ferramenta.
Max Noether fu il terzo dei cinque figli di Hermann e dalla moglie Amalia Würzburger.
All'età di quattordici anni Max Noether contrasse la poliomielite, e la sua intera vita fu segnata dagli effetti di questa malattia. A causa dei suoi problemi fisici, non fu più in grado di raggiungere la scuola, e per alcuni anni continuò gli studi ginnasiali ricevendo lezioni a casa.
Come autodidatta, intraprese studi matematici di livello avanzato ed entrò all'Università di Heidelberg nel 1865; qui ebbe come docenti Jacob Lüroth e Gustav Kirchhoff, e nel 1868 ottenne un dottorato in astronomia. Successivamente si dedicò a ricerche matematiche a Gießen con Alfred Clebsch; qui iniziò anche una lunga collaborazione con Alexander von Brill. Nel 1870 ottenne la libera docenza all'Università di Heidelberg con una tesi di abilitazione sulle curve razionali. In questa università insegnò prima come libero docente, e dal 1874 come professore straordinario. Nel 1875 si trasferì all'Università di Erlangen, dove divenne professore ordinario nel 1888.
Nel 1880 sposò Ida Amalia Kaufmann, figlia di un ricco mercante ebreo. Due anni più tardi nacque la loro prima figlia, Amalia Emmy Noether, che diverrà una figura centrale nell'algebra astratta. Nel 1883 nacque loro un figlio chiamato Alfred, che più tardi studierà chimica e che sarebbe morto nel 1918. Il terzo figlio, Fritz, nacque nel 1884. Come Emmy, anche Fritz Noether ebbe successo come matematico. Poco si sa circa il loro quarto figlio, Gustav Robert, nato nel 1889, che soffrì di continue malattie e morì nel 1928.
Max Noether lavorò all'Università di Erlangen per molti anni, dapprima come professore straordinario e dal 1888 come professore ordinario. Ad Erlangen morì il 13 dicembre 1921.
Max Noether fu una delle figure preminenti nella geometria algebrica del suo tempo. Il suo lavoro fu influenzato da Niels Abel, Bernhard Riemann, Arthur Cayley e Luigi Cremona; seguendo Cremona, studiò le proprietà delle varietà algebriche invarianti per le trasformazioni birazionali.
A causa dell'importanza raggiunta da sua figlia, i testi di riferimento a disposizione generalmente lo descrivono come il padre di Emmy Noether, piuttosto che il contrario (come accade invece nelle comuni famiglie). Un amico di famiglia, Edmund Landau, ha descritto Emmy come "l'origine del sistema di coordinate" per la famiglia Noether.